# سام ماكليستر
سام ماكليستر (بالإنجليزية: Sam McAllister)‏ (1882 في المملكة المتحدة - 1957 باسكتلندا في المملكة المتحدة) هو لاعب كرة قدم بريطاني (وحمل سابقاً جنسية المملكة المتحدة لبريطانيا العظمى وأيرلندا) في مركز الهجوم. لعب مع ستوك سيتي وغريمسبي تاون ونادي ريكسهام ونادي ماذرويل ووست هام يونايتد وPort Glasgow F.C. ‏.